# Isòtops del fòsfor
Encara que el fòsfor (P) té molts isòtops, només un és estable, el 31P; per tant, es considera com a element monoisotòpic.

Massa atòmica estàndard: 30.973762(2) u
Els isòtops radioactius dels fòsfor són:
- ³²P; un emissor beta (1.71 MeV) amb un període de semidesintegració de 14.3 dies que s'usa comunament en els laboratoris científics, principalment per a produir ADN marcat i sondes d'ARN.
- 33P; és un emissor beta (0.25 MeV) amb un període de semidesintegració de 25.4 dies. S'usa en laboratoris científics en aplicacions amb emissions beta de baixa energia com en la seqüenciació d'ADN.

## Taula
| símbol del núclid | Z(p)                | N(n)                | massa isotòpica (u) | Període de semidesintegració | Espín nuclear | Composició isotòpica representativa (fracció molar) | Rang de variació natural (fracció molar) |
| símbol del núclid | Energia d'excitació | Energia d'excitació | Energia d'excitació | Període de semidesintegració | Espín nuclear | Composició isotòpica representativa (fracció molar) | Rang de variació natural (fracció molar) |
| ----------------- | ------------------- | ------------------- | ------------------- | ---------------------------- | ------------- | --------------------------------------------------- | ---------------------------------------- |
| 24P               | 15                  | 9                   | 24.03435(54)#       |                              | (1+)#         |                                                     |                                          |
| 25P               | 15                  | 10                  | 25.02026(21)#       | <30 ns                       | (1/2+)#       |                                                     |                                          |
| 26P               | 15                  | 11                  | 26.01178(21)#       | 43.7(6) ms                   | (3+)          |                                                     |                                          |
| 27P               | 15                  | 12                  | 26.999230(28)       | 260(80) ms                   | 1/2+          |                                                     |                                          |
| 28P               | 15                  | 13                  | 27.992315(4)        | 270.3(5) ms                  | 3+            |                                                     |                                          |
| 29P               | 15                  | 14                  | 28.9818006(6)       | 4.142(15) s                  | 1/2+          |                                                     |                                          |
| ³⁰P               | 15                  | 15                  | 29.9783138(3)       | 2.498(4) min                 | 1+            |                                                     |                                          |
| 31P               | 15                  | 16                  | 30.97376163(20)     | ESTABLE                      | 1/2+          | 1.0000                                              |                                          |
| ³²P               | 15                  | 17                  | 31.97390727(20)     | 14.263(3) d                  | 1+            |                                                     |                                          |
| 33P               | 15                  | 18                  | 32.9717255(12)      | 25.34(12) d                  | 1/2+          |                                                     |                                          |
| 34P               | 15                  | 19                  | 33.973636(5)        | 12.43(8) s                   | 1+            |                                                     |                                          |
| 35P               | 15                  | 20                  | 34.9733141(20)      | 47.3(7) s                    | 1/2+          |                                                     |                                          |
| 36P               | 15                  | 21                  | 35.978260(14)       | 5.6(3) s                     | 4-#           |                                                     |                                          |
| 37P               | 15                  | 22                  | 36.97961(4)         | 2.31(13) s                   | 1/2+#         |                                                     |                                          |
| 38P               | 15                  | 23                  | 37.98416(11)        | 0.64(14) s                   |               |                                                     |                                          |
| 39P               | 15                  | 24                  | 38.98618(11)        | 190(50) ms                   | 1/2+#         |                                                     |                                          |
| 40P               | 15                  | 25                  | 39.99130(15)        | 153(8) ms                    | (2-,3-)       |                                                     |                                          |
| 41P               | 15                  | 26                  | 40.99434(23)        | 100(5) ms                    | 1/2+#         |                                                     |                                          |
| 42P               | 15                  | 27                  | 42.00101(48)        | 48.5(15) ms                  |               |                                                     |                                          |
| 43P               | 15                  | 28                  | 43.00619(104)       | 36.5(15) ms                  | 1/2+#         |                                                     |                                          |
| 44P               | 15                  | 29                  | 44.01299(75)#       | 18.5(25) ms                  |               |                                                     |                                          |
| 45P               | 15                  | 30                  | 45.01922(86)#       | 8# ms [>200 ns]              | 1/2+#         |                                                     |                                          |
| 46P               | 15                  | 31                  | 46.02738(97)#       | 4# ms [>200 ns]              |               |                                                     |                                          |